# Segunda División A 1995/96
De Segunda División A 1995/96 was het 65ste seizoen van het tweede niveau van het Spaans voetbalkampioenschap.   Het ging van start op 2 september 1995 en eindigde op 19 mei 1996.  Dit was het eerste seizoen waarin een overwinning drie punten opleverde.

## Eindklassement
|     | Club                   | WG | W  | G  | V  | DV | DT | P  |                                                     |
| --- | ---------------------- | -- | -- | -- | -- | -- | -- | -- | --------------------------------------------------- |
| 1º  | Hércules CF            | 38 | 21 | 10 | 7  | 61 | 30 | 73 | Promotie naar de Primera División                   |
| 2ª  | CD Logroñés            | 38 | 20 | 9  | 9  | 69 | 49 | 69 | Promotie naar de Primera División                   |
| 3º  | RCD Mallorca           | 38 | 20 | 9  | 9  | 59 | 39 | 69 | Eindronde, zonder promotie naar de Primera División |
| 4º  | Real Madrid Castilla   | 38 | 18 | 10 | 10 | 50 | 41 | 64 |                                                     |
| 5º  | CF Extremadura         | 38 | 17 | 11 | 10 | 48 | 33 | 62 | Eindronde, met promotie naar de Primera División    |
| 6º  | CD Badajoz             | 38 | 18 | 8  | 12 | 48 | 31 | 62 |                                                     |
| 7º  | Deportivo Alavés       | 38 | 17 | 10 | 11 | 52 | 42 | 61 |                                                     |
| 8º  | CD Leganés             | 38 | 17 | 10 | 11 | 42 | 40 | 61 |                                                     |
| 9º  | CD Toledo              | 38 | 16 | 11 | 11 | 38 | 30 | 59 |                                                     |
| 10º | CA Osasuna             | 38 | 15 | 7  | 16 | 49 | 43 | 52 |                                                     |
| 11º | UE Lleida              | 38 | 12 | 12 | 14 | 40 | 49 | 48 |                                                     |
| 12º | SD Eibar               | 38 | 10 | 16 | 12 | 24 | 31 | 46 |                                                     |
| 13º | Écija Balompié         | 38 | 12 | 9  | 17 | 34 | 60 | 45 |                                                     |
| 14º | FC Barcelona Atlètic   | 38 | 13 | 5  | 20 | 55 | 63 | 44 |                                                     |
| 15º | Villarreal CF          | 38 | 11 | 11 | 16 | 32 | 39 | 44 |                                                     |
| 16º | UD Almería             | 38 | 10 | 14 | 14 | 42 | 47 | 44 |                                                     |
| 17º | Sestao Sport Club      | 38 | 10 | 12 | 16 | 36 | 45 | 42 | Degradatie naar de Segunda División B               |
| 18º | Bilbao Athletic        | 38 | 10 | 10 | 18 | 49 | 63 | 40 | Degradatie naar de Segunda División B               |
| 19º | Getafe CF              | 38 | 7  | 11 | 20 | 30 | 52 | 32 | Degradatie naar de Segunda División B               |
| 20º | Club Atlético Marbella | 38 | 4  | 9  | 25 | 28 | 63 | 21 | Degradatie naar de Segunda División B               |

## Play-offs
De uitkomst van de play-offs kon maximaal leiden tot twee extra stijgers naar het hoogste niveau van het Spaans voetbal.  In een eerste duel nam de negentiende uit de hoogste reeks het op tegen de derde uit de tweede reeks en in een tweede duel nam de twintigste uit de hoogste reeks het op tegen de vijfde uit de tweede reeks. Een duel bestond uit één ronde met heen- en terugwedstrijd.  De vijfde van de tweede reeks was gekwalificeerd omdat de vierde plaats ingenomen werd door een filiaal.

### Heenwedstrijden
- RCD Mallorca - Rayo Vallecano 1-0
- CF Extremadura - Albacete Balompié 1-0

### Terugwedstrijden
- Rayo Vallecano - RCD Mallorca 2-0
- Albacete Balompié - CF Extremadura 0-1

## Topscorers
27 goals
- Manel Martínez Fernández "Manel" (CD Logroñés)

19 goals
- Manuel Alfredo Mosquera Bastida "Manuel" (CF Extremadura)

16 goals
- Manuel Serrano Pulido (Deportivo Alavés)

1929 · 1929/30 · 1930/31 · 1931/32 · 1932/33 · 1933/34 · 1934/35 · 1935/36 · 1936/37 · 1937/38 · 1938/39 · 1939/40 · 1940/41 · 1941/42 · 1942/43 · 1943/44 · 1944/45 · 1945/46 · 1946/47 · 1947/48 · 1948/49 · 1949/50 · 1950/51 · 1951/52 · 1952/53 · 1953/54 · 1954/55 · 1955/56 · 1956/57 · 1957/58 · 1958/59 · 1959/60 · 1960/61 · 1961/62 · 1962/63 · 1963/64 · 1964/65 · 1965/66 · 1966/67 · 1967/68 · 1968/69 · 1969/70 · 1970/71 · 1971/72 · 1972/73 · 1973/74 · 1974/75 · 1975/76 · 1976/77 · 1977/78 · 1978/79 · 1979/80 · 1980/81 · 1981/82 · 1982/83 · 1983/84 · 1984/85 · 1985/86 · 1986/87 · 1987/88 · 1988/89 · 1989/90 · 1990/91 · 1991/92 · 1992/93 · 1993/94 · 1994/95 · 1995/96 · 1996/97 · 1997/98 · 1998/99 · 1999/00 · 2000/01 · 2001/02 · 2002/03 · 2003/04 · 2004/05 · 2005/06 · 2006/07 · 2007/08 · 2008/09 · 2009/10 · 2010/11 · 2011/12 · 2012/13 · 2013/14 · 2014/15 · 2015/16 · 2016/17 · 2017/18 · 2018/19 · 2019/20 · 2020/21 · 2021/22 · 2022/23 · 2023/24 · 2024/25